# Katarzyna Kociołek
Katarzyna Kociołek (* 11. März 1995 in Łask) ist eine polnische Beachvolleyballspielerin.

## Karriere
Kociołek nahm 2010 mit Marzena Kedzior an der U18-Europameisterschaft in Porto teil und belegte den 13. Platz. 2011 bildete sie ein Duo mit Karolina Baran. Kociołek/Baran nahmen bei den Mysłowice Open erstmals an einem Turnier der FIVB World Tour teil. Anschließend gewannen sie die Jugend-Weltmeisterschaft in Umag. Bei den Europameisterschaften der U20 in Tel Aviv und der U18 in Vilnius wurden sie jeweils Dritte. 2012 kamen sie ins Finale der Jugend-WM in Larnaka und unterlagen dem litauischen Duo Dumbauskaitė/Povilaitytė Bei der U18-EM in Brünn gewann Kociołek mit Jagoda Gruszczyńska den Titel. Mit einem Finalsieg gegen die Deutschen Krebs/Wlk gelang ihnen der gleiche Erfolg beim U20-Turnier in Hartberg. Anschließend nahm das Duo an der Junioren-WM in Halifax teil und belegte den neunten Rang. 2013 bildete Kociołek ein neues Duo mit Daria Paszek. Kociołek/Paszek wurden Neunte der U23-WM in Mysłowice. Mit einer Wildcard waren sie für die WM in Stare Jabłonki qualifiziert, schieden aber sieglos nach der Vorrunde aus. Mit Gruszczyńska wurde Kociołek 2013 in Umag U21-Weltmeisterin.
In den Jahren 2014 bis 2016 erreichte Kociołek dreimal in Folge das Endspiel bei der U22-Europameisterschaft. 2017 gewann sie zusammen mit Aleksandra Gromadowska den Smart Beach Cup in Duisburg nach sechs Spielen in der Qualifikation und sieben Spielen im Hauptfeld.
Von Ende 2017 bis 2019 bildete Kociołek ein neues Duo mit Kinga Kołosińska. Die Polinnen standen beim Drei-Sterne-Turnier in Qinzhou  im Finale, beim Vier-Sterne-Event in Espinho in der Vorschlussrunde sowie bei acht weiteren gleich- oder höherwertigen Wettbewerben im Achtelfinale und bei der Landesmeisterschaft ihres Heimatlandes auf der obersten Stufe des Podests. 2019 wurden sie Vizeeuropameisterinnen in Moskau. Kociołek gewann eine Saison danach ihre zweite polnische Meisterschaft mit Agata Ceynowa, mit der sie 2020 in den Beacharenen aktiv war. Titel Nummer drei folgte ein Jahr später wieder mit der Partnerin von 2018, die inzwischen Kinga Wojtasik hieß. Die beiden wurden 2021 außerdem je einmal Fünfte und Neunte bei Vier-Sterne-Veranstaltungen und gelangten in die zweite Hauptrunde der EM, wo sie an den Europameisterinnen Betschart/Hüberli scheiterten. Nach dem siebzehnten Rang bei der Weltmeisterschaft in der folgenden Saison und der erneuten Trennung von Wojtasik erreichte Kociołek mit Marta Łodej die Endspiele bei den FIVB Futures in Warschau und Mysłowice sowie ein weiteres Mal die Runde der besten sechzehn Teams der kontinentalen Titelkämpfe im gleichen Jahr. Diesmal schied das polnische Beachpaar gegen Samoilova/Graudiņa aus, die anschließend wie im Vorjahr die Schweizerinnen die EM gewannen. Im gleichen Monat standen Kociołek / Łodej im polnischen Landesfinale. Eine Saison später erkämpften sie Silber beim Futures in Lecce und Bronze beim gleichwertigen Wettbewerb in Helsinki. 2024 belegte die in der Woiwodschaft Łódź geborene Sportlerin wieder mit Wojtasik den geteilten neunten Rang beim Challenge in Stare Jablonki.